# 廣尾 (澀谷區)
廣尾（日语：／ Hiroo */?）是東京都澀谷區的町名。現行行政地名為廣尾一丁目至廣尾五丁目。已實施住居表示。2013年9月30日為止的人口有14,336人。郵遞區號為150-0012。

## 地理
位於東京都澀谷區東南部。西鄰東，南與惠比壽之間以澀谷川為界，東接港區南麻布，北臨港區西麻布與南青山。
二丁目與三丁目的高地是東京都內具代表性的高級住宅區之一，幹道沿線多辦公大樓與商店。天現寺交差點附近有駐日美國海軍設施「新山王酒店」（新山王美軍中心）。

## 歷史
「廣尾」最早寫作「樋籠」（ひろう），意為廣大的原野，也稱為「廣尾原」。此地廣布芒草的景色收錄在文政至天保年間所描繪的《江戶名所圖會》中。芒草原旁的澀谷川山下橋在江戶時代設有大型水車，此橋景色也收錄在《江戶名所圖會》中。作為廣域地名的「廣尾」還包含了現在的港區。
江戶時代初期以前屬下澀谷村一部分，1664年成立澀谷廣尾町。1713年，江戶町奉行管轄之際，廣尾橋麻布側成立麻布廣尾町。此時澀谷廣尾町相當於現在的惠比壽站前、澀谷橋周邊，及廣尾站周邊。
1870年（明治3年），澀谷廣尾町分為澀谷廣尾町、澀谷上廣尾町、澀谷下廣尾町，1871年編入東京府豐島郡，1878年（明治11年）郡區町村編制法施行，編入東京府麻布區。1889年（明治22年）市制、町村制施行，澀谷廣尾町、澀谷下廣尾町全域及澀谷上廣尾町與麻布廣尾町一部分編入南豐島郡（1896年起為豐多摩郡）澀谷村，為同村大字。另一方面，澀谷上廣尾町的剩餘地區與麻布廣尾町大部分編入東京市麻布區，1891年（明治24年）麻布區的澀谷上廣尾町與麻布廣尾町合併。
1911年（明治43年）麻布區成立新廣尾町，範圍大約是現在天現寺橋至靠近麻布十番的一橋為止的古川兩岸地區。
澀谷町（1909年施行町制）在1928年（昭和3年）廢除町內11大字，設置66町，廣尾的行政地名由新設的元廣尾町繼承。住居表示實施以前，現在澀谷區廣尾五丁目周邊為「元廣尾町」，現在港區南麻布五丁目周邊為「（麻布）廣尾町」。廣尾神社位於港區南麻布四丁目。

## 土筆原

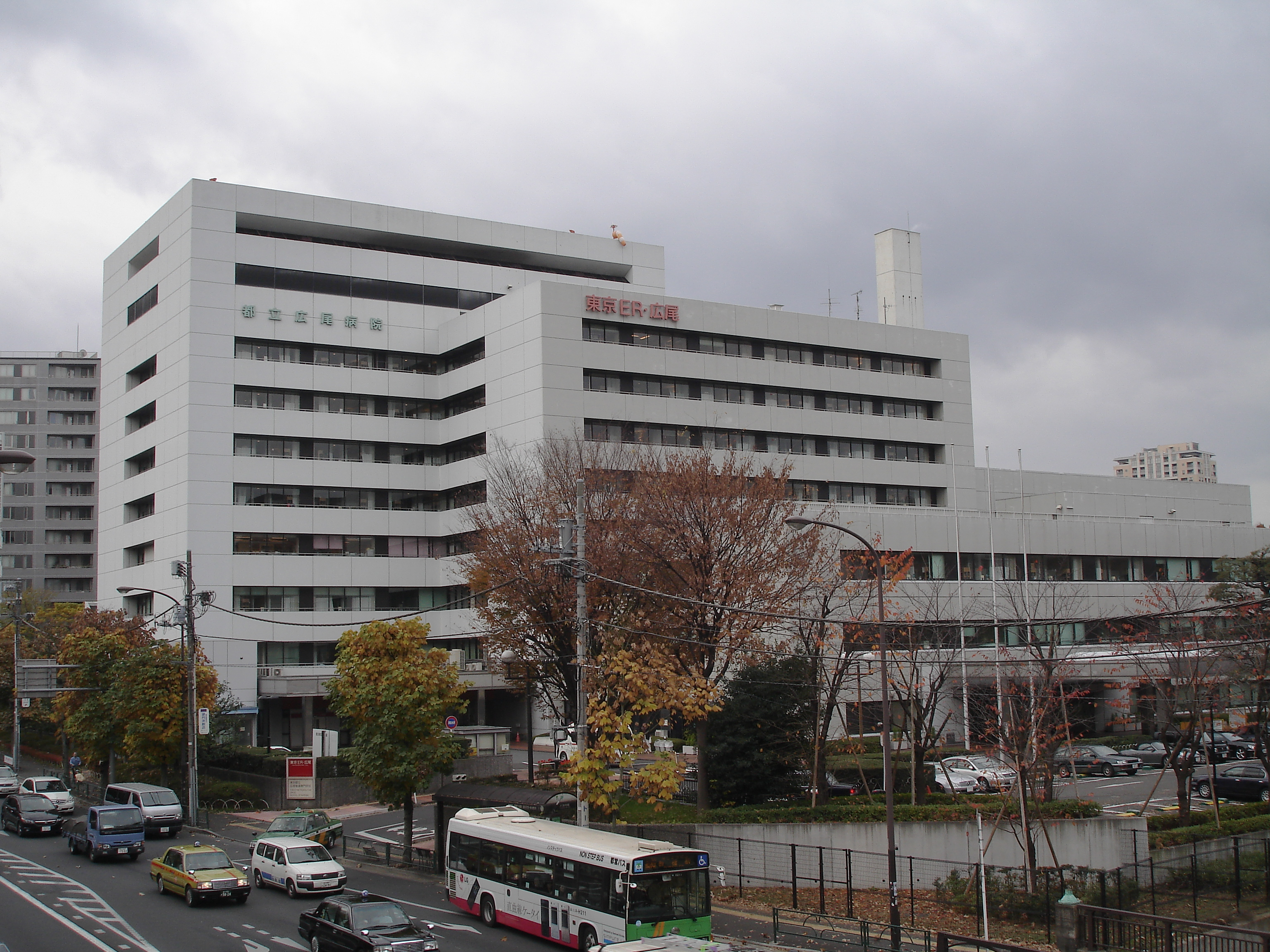
都立廣尾醫院

廣尾五丁目至廣尾醫院與慶應幼稚舍所在的惠比壽二丁目一帶的平地，過去問荊（ツクシ）叢生，俗稱「土筆原」（つくしがはら），在江戶名所圖會的插畫中可見此地在江戶時代是庶民散步休憩的場所。
現在廣尾五丁目商店街所在的聚落，在正德3年（1713年）成為町方支配。此地未受到1945年（昭和20年）的東京大空襲的戰火波及，因此保留了許多明治、大正的建築物。位於土筆原中心、外苑西通天現寺交差點附近的都營廣尾五丁目公寓曾是都電車庫所在地。

## 交通
與港區南麻布的交界有東京地下鐵日比谷線廣尾站（所在地為港區）。一丁目與東京都道416號古川橋二子玉川線（駒澤通）沿線的二丁目，和交界的三丁目可利用日比谷線、JR線惠比壽站。
道路方面，地域南部有明治通通過。東邊與南麻布的邊界有東京都道418號北品川四谷線（外苑西通）。首都高速道路的3號澀谷線高樹町出入口是最近的高速道路出入口。

## 設施
- 日本紅十字會醫療中心
- 日本紅十字看護大學
- 聖心女子大學

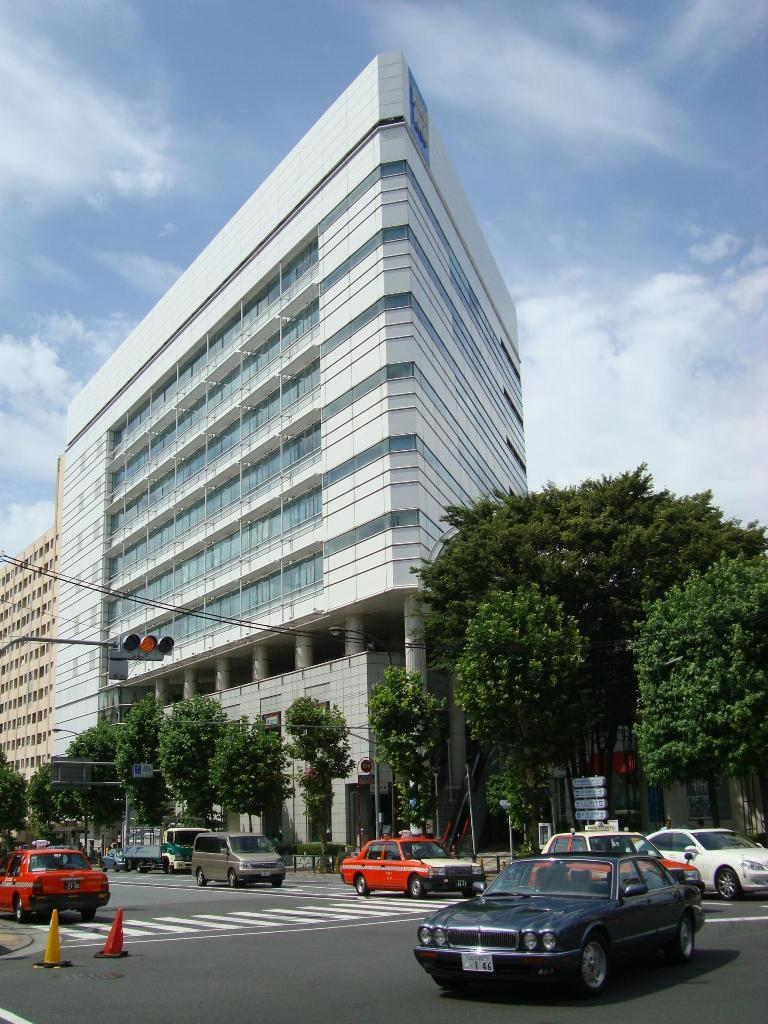
廣尾廣場

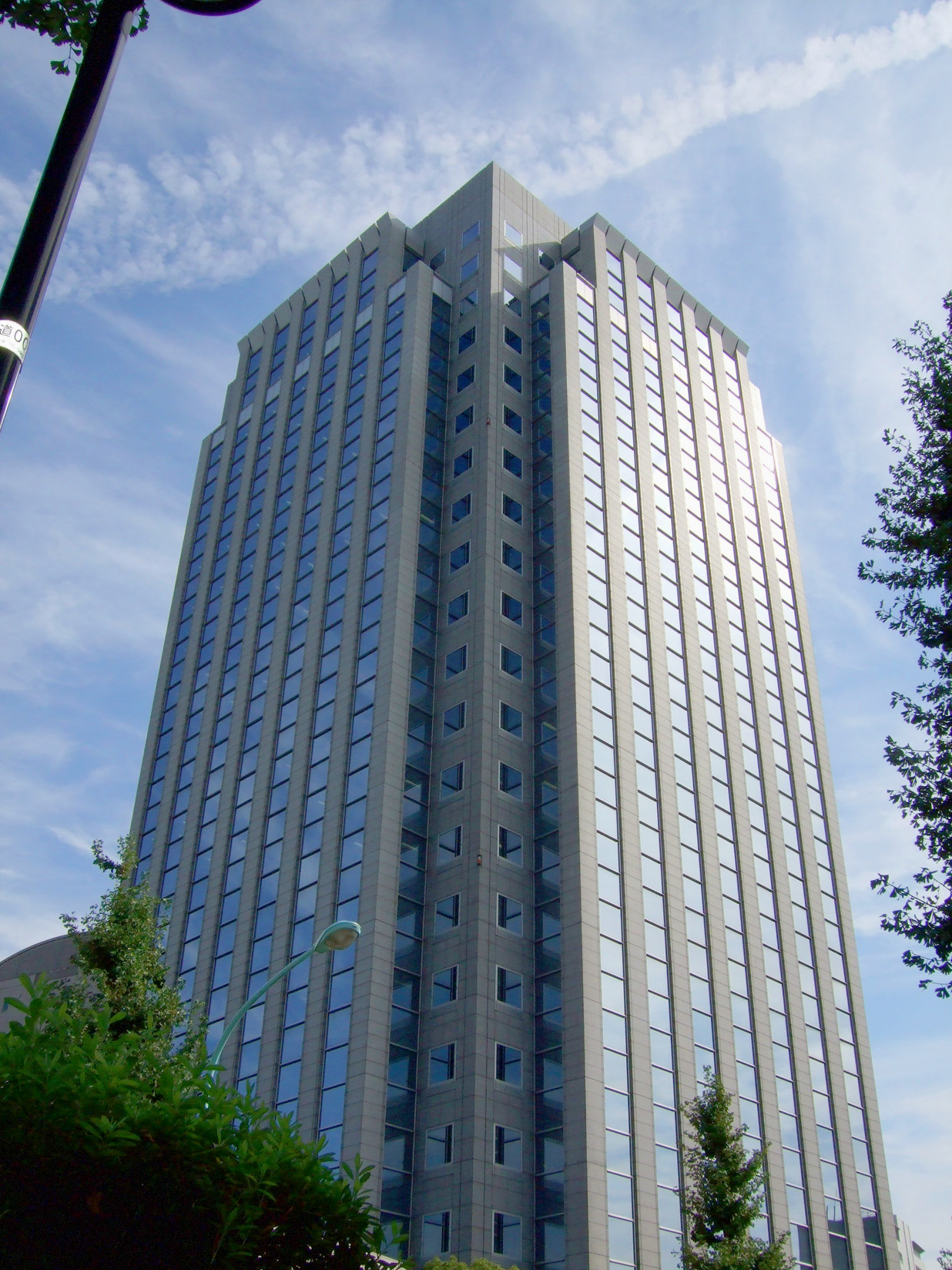
惠比壽Prime Square

- 聖心國際學校（聖心インターナショナルスクール）
- 有栖川宮紀念公園
- 東京都立中央圖書館
- 麻布運動場
- NTTSeminar House
- 總合研究大學院大學
- 東京女學館
- 巴基斯坦駐日大使館
- 德國駐日大使館
- 挪威駐日大使館
- 克羅埃西亞駐日大使館
- 捷克駐日大使館
- 布吉納法索駐日大使館
- 阿曼駐日大使館
- 新山王飯店
- 廣尾Garden Hills
- 山種美術館
- 羽澤花園（羽澤ガーデン）
- 惠比壽Prime Square（恵比寿プライムスクエア）

## 景點、古蹟
- 鼠（ねずみ）塚
- 黑田長政之墓

## 備註
1. ↑  渋谷区／住民基本台帳・外国人登録による人口 的存檔，存档日期2013-10-13.
2. ↑  川田逸『江戸名所図会を読む』，東京堂出版，平成19年第9版，130頁。
3. ↑  川田逸『江戸名所図会を読む』，東京堂出版，平成19年第9版，132頁。
4. 1 2 3  東京ふる里文庫11 東京にふる里をつくる会編 『澀谷區の歴史』 名著出版 昭和53年9月30日発行 p284-5